# Domenico Gnoli (pittore)
Domenico Gnoli (Roma, 3 maggio 1933 – New York, 17 aprile 1970) è stato un pittore, illustratore e scenografo italiano.

## Biografia
Nasce a Roma nel 1933, figlio della ceramista Annie de Garrou (1900-1994) e dello storico dell'arte e sovrintendente alle Belle arti dell'Umbria Umberto Gnoli (1878-1947). La sorella Marzia nascerà l'anno successivo. Il nonno paterno è il poeta e storico, suo omonimo, Domenico Gnoli; sorelle del nonno, anche loro poetesse, sono Teresa e Elena Gnoli; lo zio, fratello del padre, è Tommaso (1874 - 1958), critico letterario e germanista.
L’ambiente familiare, molto attento alla cultura, in rapporto diretto e continuo con l'arte e con la sua storia, stimola in lui fin da bambino la passione per il disegno e la pittura. Significativa in tal senso è una lettera illustrata che il padre gli invia quando ha solo 10 anni, contenente vere e proprie lezioni di architettura.
Trascorre i suoi primi anni tra Roma e Spoleto.

### Le prime mostre e l'incontro con il teatro
Insieme alla madre, che intuisce le potenzialità artistiche del figlio, frequenta i corsi di disegno e acquaforte di Carlo Alberto Petrucci. Incoraggiato da Petrucci, nel dicembre 1950, a soli 17 anni, esordisce alla Galleria Cassapanca di Roma dove espone una serie di illustrazioni intitolata Mes Chevaliers. A seguire partecipa alla mostra collettiva di grafica, dal titolo Art graphique italien contemporain, alla Galerie Giroux di Bruxelles (17 marzo – 3 aprile 1951), e alla Seconda mostra di incisione italiana a Sassari dove, nell'agosto del 1952, espone puntesecche e acqueforti.
Tra il 1951 e il 1955 il teatro diviene il suo principale ambito di lavoro: si dedica alla creazione di costumi e scenografie, e di locandine e manifesti. Nel 1951 disegna il manifesto per la versione teatrale di Chéri di Colette, regia di André Barsacq, prodotto dalla Compagnia Italiana di Prosa, protagonista Andreina Pagnani. Nel 1952 frequenta un corso di scenografia all'Accademia di Belle Arti di Roma che abbandona quasi subito per unirsi alla compagnia teatrale Capodaglio-Pilotto-Carraro-Miserocchi; a questa breve esperienza d'attore teatrale si aggiunge una piccola parte nel film La fiammata (1952) di Blasetti. Nello stesso periodo realizza scene e costumi per la compagnia teatrale di Vivi Gioi (stagione 1952-53) e per due spettacoli della Compagnia Cesco Baseggio: Il mercante di Venezia, per il Schauspielhaus di Zurigo, e Il re cervo di Carlo Gozzi, i cui disegni saranno esposti alla I Mostra nazionale di arti figurative a Palazzo Collicola di Spoleto nel settembre 1953.

### Tra Parigi e Londra
Nel 1953 si trasferisce a Parigi, frequenta l’ambiente della scuola di Parigi e altri artisti "décadents" da lui molto apprezzati, come Ernst Fuchs e Friedensreich Hundertwasser. Jean-Louis Barrault gli affida scene e costumi di La belle au bois dormant di Jules Supervielle; lo spettacolo non andrà mai in scena, ma il grande apprezzamento mostrato da Barrault per i soli bozzetti che Gnoli comunque realizza, avrà positive conseguenze sulla vita del giovane artista: con una lettera di presentazione indirizzata a Laurence Olivier, co-direttore dell'Old Vic, Barrault apre a Gnoli le porte dell'ambiente teatrale londinese. Nel frattempo è invitato a partecipare alla mostra Contemporary Italian Painters alla Sagittarius Gallery di Philadelphia dove espone disegni fantastici d'ispirazione teatrale.
All'Old Vic cura scene e costumi di As You Like It, regia di Robert Helpmann ottenendo un grande successo personale. Ma, nonostante la promettente carriera di scenografo e costumista già ben avviata, l'artista percepisce la futilità dell'ambiente e vive con insofferenza il lavoro d'équipe; pertanto decide di abbandonare il mondo teatrale per dedicarsi con maggiore impegno alla pittura.

### Tra New York e l'Europa
Nel 1955 si trasferisce a New York. Dipinge e sperimenta tempera e sabbia mischiate. Si avvicina alla pittura metafisica subendo l'influenza di Morandi e Carrà. 
A Londra nel 1957 espone 24 disegni e 17 dipinti alla Galleria Arthur Jeffress conquistando l'attenzione della critica; nella stessa galleria terrà di nuovo una personale nel 1960. A New York sposa la modella Luisa Gilardenghi che lo introduce alla vita mondana newyorkese: conosce Cecil Beaton e si lascia ispirare dal suo lavoro, "predisponendosi a tagli arditi ed efficaci delle immagini".
La prima personale italiana apre nel 1958 alla Galleria l'Obelisco di Roma. In questo stesso periodo dipinge gli acquerelli per l'edizione Einaudi in inglese de Il barone rampante di Italo Calvino e realizza scenografie e costumi per il John Butler Ballet in scena al Festival dei Due Mondi; tornerà a Spoleto l'anno successivo per partecipare a una mostra in Piazza Duomo.
Affianca alla pittura l'attività di illustratore, sua principale fonte di sostentamento fino alla metà degli anni sessanta. Esegue illustrazioni per riviste americane come Show Magazine, Fortune, Glamour, Holiday Magazine, Life, Horizon, Playboy e Sports Illustrated, per cui illustra The Gaudy Games, testo del poeta inglese Robert Graves.
Il successo raggiunto come illustratore favorisce i contatti con la Galleria Paul Bianchini di New York dove nel 1959 inaugura una personale di tele che raffigurano oggetti d'uso quotidiano (sarà ripetuta nel 1960 e nel 1962).
Per il magazine di viaggi Holiday svolge funzioni di disegnatore-reporter che lo portano spesso in giro per il mondo, negli anni in cui la fotografia non ha ancora sostituito l'illustrazione a corredo degli articoli.
Scrive in inglese il testo e disegna 30 tavole a colori per Orestes Or The Art Of Smiling, una storia dai toni onirici raccontata attraverso dialoghi e illustrazioni; il libro, inserito nella letteratura per ragazzi, viene pubblicato alla fine del 1961 (mai lo sarà in italiano) dalla Mondadori, per conto di Simon & Schuster.

### A Maiorca
Dopo la separazione dalla moglie, giunge casualmente a Maiorca nell'aprile del 1963; attratto dal clima sempre mite e dalla possibilità di isolamento, decide di stabilirsi a Deià. Vive in uno degli "angoli più belli del mondo", come lui stesso ama definire; nelle vicinanze risiedono altri amici artisti: Mati Klarwein, Esteban Francés, Ernst Fuchs, Arik Brauer, Robert Graves. Convive con Yannick Vu (27 agosto 1942), anche lei pittrice, che sposa nel 1965. Assiste spesso alle corride, spunto per alcuni articoli illustrati da pubblicare sulle riviste, e stringe amicizia con diversi toreri. Rallenta il frenetico susseguirsi degli spostamenti.

### Il successo internazionale
L'amico Ben Jakober lo introduce nel mondo dei galleristi parigini; nel novembre 1964 la mostra personale alla Galerie André Schoeller, a quel tempo prestigiosa galleria dedita a valorizzare giovani pittori, ottiene grande apprezzamento da parte della critica, un risultato che segna la prima affermazione internazionale di Gnoli pittore. I dodici quadri esposti raffigurano dettagli minuti di oggetti, particolari di vestiario (le trame di un tessuto, una cravatta, una tasca, una scarpa) e di capigliature ingigantiti in tele di grandi dimensioni, dipinti con la sua personale tecnica composta da acrilico e sabbia. Il suo è un modo di dipingere nuovo, che non trova corrispondenza nelle esperienze contemporanee; la materia ottenuta è spessa, densa e non lascia vedere il segno delle pennellate; gli oggetti quotidiani, banali e insignificanti, estrapolati dal loro contesto e riprodotti fedelmente su scala macro, acquistano una grande intensità espressiva, ricca di mistero e vitalità. 
Nel 1966 due prestigiosi riconoscimenti arrivano a conferma del suo talento: la Society of American Illustrators lo nomina miglior illustratore dell'anno, premio difficilmente conferito ad uno straniero; inoltre viene invitato al premio Marzotto, manifestazione di respiro internazionale che punta a mettere in mostra artisti già affermati insieme a giovani talenti emergenti italiani. 
Dopo il successo di Parigi numerose gallerie reclamano il privilegio di esporre i suoi lavori.
I galleristi Jan Krugier di Ginevra e Mario Tazzoli di Torino lo mettono sotto contratto. Seguono mostre personali a Napoli, Roma, Bologna, al Palais des Beaux-Arts di Bruxelles, alla Kestner-Gesellschaft di Hannover, alla quarta edizione di documenta a Kassel.
Nel 1968 collabora di nuovo con Robert Graves per il racconto What is a Monster?, pubblicato dalla rivista letteraria Horizon; le illustrazioni, note come la serie dei Mostri, saranno ospitate alla Biennale di Venezia del 2013.
A Roma, nel laboratorio di ceramica della madre, realizza cinque sculture poi fuse in bronzo che richiamano alcuni soggetti della sua pittura. Verranno esposte nel 1969 alla Sidney Janis Gallery di New York, insieme a 40 quadri. Le successive due esposizioni al Suermondt-Ludwig-Museum di Aquisgrana e alla Galerie Schmela di Düsseldorf all'inizio del 1970, saranno per lui le ultime.

### La malattia
All'inizio del 1970 scopre di essere gravemente malato; muore di cancro a New York dopo pochi mesi, a soli 36 anni. Nello stesso anno la salma viene traslata nel piccolo cimitero di Monteluco di Spoleto, località dove la madre possiede un villino sorto su un antico eremo, l'Eremo di San Bonifacio. Entrambi riposano all'ombra del Bosco sacro.

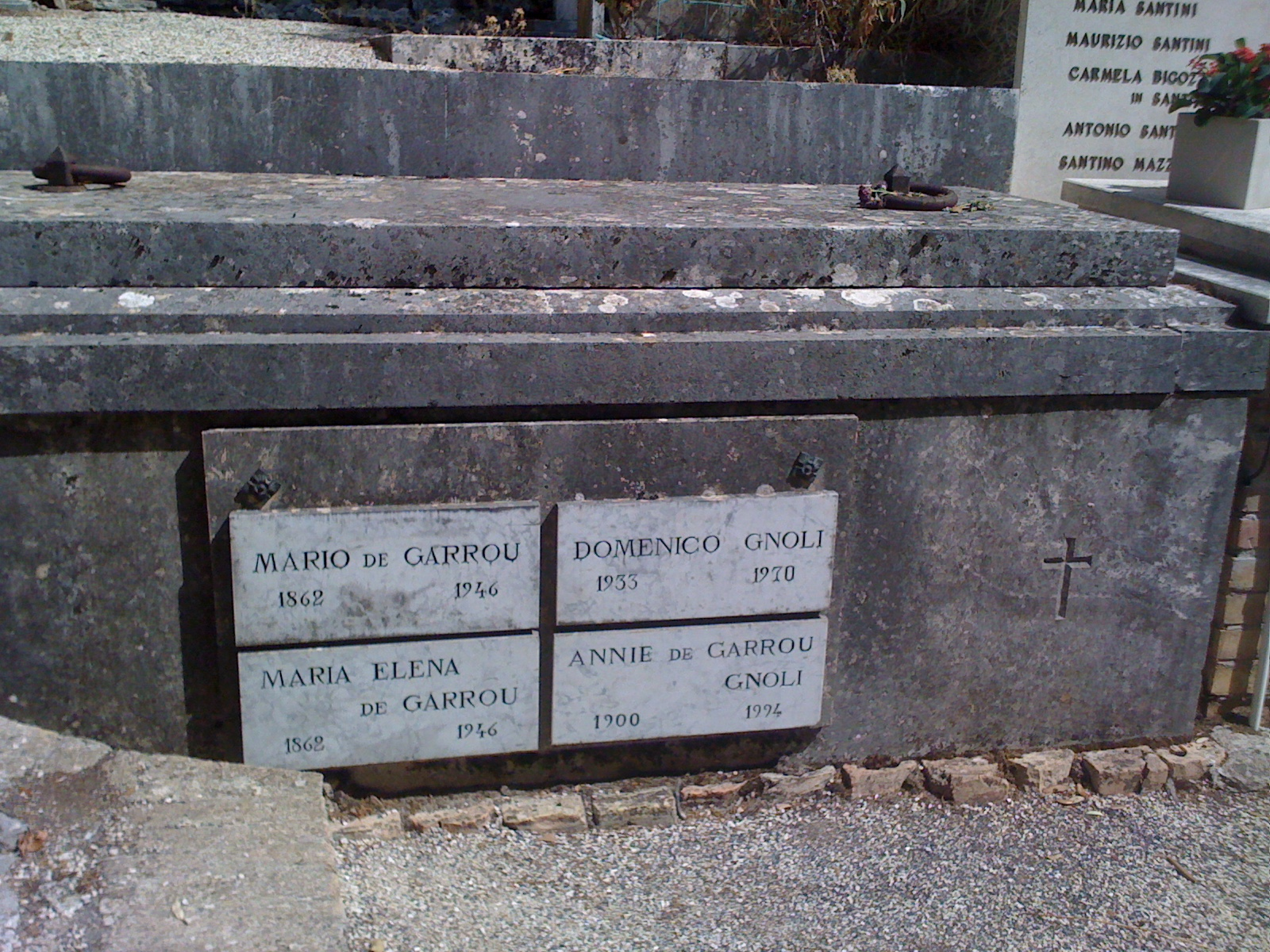
Tomba di Domenico Gnoli a Monteluco

In seguito, sono state organizzate numerose retrospettive in vari musei, gallerie e manifestazioni, tra cui la Biennale di Venezia del 1978, 2003 e 2013. La personale più recente (luglio 2018) è stata organizzata per la seconda volta (la prima nel 2012) a New York alla Luxembourg & Dayan, galleria impegnata a far conoscere in America gli artisti europei. La mostra Domenico Gnoli (1933-1970). Disegni per il teatro. 1951-1955, a cura di Michele Drascek e Duccio K. Marignoli, premiata dal Presidente della Repubblica Mattarella, è stata presentata nel giugno del 2017 dalla Fondazione Marignoli di Montecorona al Festival dei Due Mondi di Spoleto. La Fondazione Prada di Milano nell'ottobre 2021 gli ha dedicato una ricchissima retrospettiva, uno degli ultimi progetti di Germano Celant.
Grazie alla determinazione e alla tenacia della madre, Annie de Garrou, che ha speso i suoi ultimi anni a ricostruire i movimenti, le mostre, le collaborazioni dell'artista in tutto il mondo, e grazie alla vedova Yannick Vu, che ha raccolto con metodo foto e testimonianze, è possibile oggi consultare un ricco e completo archivio che custodisce le opere, gli scritti, le lettere e la corposa bibliografia dell'artista.

## Domenico Gnoli nei musei

### In Italia
- Collezione Fondazione Ca' La Ghironda di Zola Predosa (BO)
- Collezione Fondazione Cavallini Sgarbi di Ro (FE) Ferrarese
- Fondazione Peggy Guggenheim di Venezia
- Galleria nazionale d'arte moderna e contemporanea di Roma
- MAXXI - Museo nazionale delle arti del XXI secolo, sez. d'arte figurativa, di Roma
- Istituto centrale per la grafica di Roma
- Collezione Roberto Casamonti, Firenze

### All'estero
- Alcúdia, Museo Sa Bassa Blanca - Fundación Yannick and Ben Jakober[17]
- Amburgo, Hamburger Kunsthalle
- Amsterdam, Stedelijk Museum[18]
- Berlino, Staatliche Museen Preussischer Kulturbesitz, National Galerie
- Berlino, Stiftung Ulla & Heiner Pietzch
- Boston, Museum of Fine Arts[19]
- Düsseldorf, Museum Kunst Palast (in prestito da Sammlung Ingrid e Willi Kemp)
- Eindhoven, Van Abbemuseum
- Francoforte, Städelsches Kunstinstitut
- Hovikodden, Henie Onstad Kunstsenter
- L'Aia, Gemeentemuseum
- Londra, Victoria and Albert Museum[20]
- Krefeld, Kaiser Wilhelm Museum, Collezione Helga e Walter Lauffs
- Madrid, Museo Thyssen-Bornemisza
- Monaco, Bayerische Staatsgemäldesammlungen
- New York, Museum of Modern Art[21]
- Oslo, Kunstnernes Hus
- Philadelphia Museum of Art
- Rotterdam, Museum Boijmans Van Beuningen
- Saarbrüken, Saarland Museum (in prestito della Sammlung Ludwig, Aquisgrana)
- Vienna, MUMOK[22]
- Washington, DC, National Gallery of Art
- Wuppertal, Von Der Heydt Museum

## Libri illustrati
- (EN) Domenico Gnoli, Orestes Or The Art Of Smiling, Testo e illustrazioni di Domenico Gnoli, New York, Simon & Schuster, 1961.
- (EN) Norton Juster e Domenico Gnoli, Alberic the Wise and Other Journeys, New York, Pantheon Books, 1965.[23]
- Norton Juster, Alberico il saggio e altri viaggi, Illustrazioni di Domenico Gnoli, Genova, Il Canneto Editore, 2012, ISBN 88-96430-36-4.
- (EN) Daniel Defoe, A Journal of the Plague Year. Limited Edition signed Domenico Gnoli, New York, Heritage press, 1968.[24]